# إميلي سميث
إميلي سميث (9 يناير 1995 - ) (بالإنجليزية: Emily Smith)‏ هي لاعبة كريكت أسترالية. لعبت مع Tasmanian Tigers (women's cricket) ‏ وWestern Australia women's cricket team ‏.

## وصلات خارجية
- إميلي سميث على موقع إي آس بي آن كريك إنفو (الإنجليزية)
- إميلي سميث على موقع AustralianFootball.com (الإنجليزية)